# Баранюк Іван Дмитрович
Іван Дмитрович Баранюк (нар. 28 липня 1947, місто Косів, тепер Косівського району Івано-Франківської області) — український радянський діяч, різьбяр Косівського виробничо-художнього об'єднання «Гуцульщина». Депутат Верховної Ради УРСР 10—11-го скликань.

## Біографія
Освіта вища.
З 1969 року — різьбяр Косівського виробничо-художнього об'єднання «Гуцульщина» Івано-Франківської області.
Член КПРС з 1972 року.
Проживає у місті Косові Івано-Франківської області.

## Нагороди
- ордени
- медалі